# Triepeolus simplex
Triepeolus simplex är en biart som beskrevs av Robertson 1903. Triepeolus simplex ingår i släktet Triepeolus och familjen långtungebin. Inga underarter finns listade i Catalogue of Life.